# Xã Monroe, Quận Adams, Ohio
Xã Monroe (tiếng Anh: Monroe Township) là một xã thuộc quận Adams, tiểu bang Ohio, Hoa Kỳ. Năm 2010, dân số của xã này là 686 người.